# Fabius (villa)
Fabius es una villa ubicada en el condado de  Onondaga en el estado estadounidense de Nueva York. En el año 2000 tenía una población de 355 habitantes y una densidad poblacional de 355 personas por km².

## Geografía
Fabius se encuentra ubicada en las coordenadas 42°50′8″N 76°59′7″O / 42.83556, -76.98528.

## Demografía
Según la Oficina del Censo en 2000 los ingresos medios por hogar en la localidad eran de $52,321, y los ingresos medios por familia eran $55,417. Los hombres tenían unos ingresos medios de $39,844 frente a los $26,500 para las mujeres. La renta per cápita para la localidad era de $17,994. Alrededor del 5.5% de la población estaban por debajo del umbral de pobreza.